# Pierrick Dubé
Pierrick Dubé, född 7 januari 2001, är en fransk-kanadensisk professionell ishockeyforward som är kontrakterad till Washington Capitals i National Hockey League (NHL) och spelar för Hershey Bears i American Hockey League (AHL).
Han har tidigare spelat för Rocket de Laval i AHL; Lions de Trois-Rivières i ECHL samt Remparts de Québec, Saguenéens de Chicoutimi och Cataractes de Shawinigan i Ligue de hockey junior majeur du Québec (LHJMQ).
Dubé blev aldrig NHL-draftad.

## Statistik
| 2014–2015    | Dynamo-Royal de la Côte-Nord         |              | 24  | 9  | 5  | 14  | 18  | —  | —  | —  | —  | —  |
| 2015–2016    | Typhon de Québec bantam AAA          |              | 34  | 13 | 11 | 24  | 48  | 4  | 3  | 0  | 3  | 6  |
|              | Typhon de Québec midget espoir       | LHEQ         | 1   | 1  | 0  | 1   | 0   | —  | —  | —  | —  | —  |
| 2016–2017    | Blizzard du Séminaire Saint-François | LHMAAAQ      | 39  | 11 | 17 | 28  | 44  | 11 | 3  | 7  | 10 | 10 |
| 2017–2018    | Remparts de Québec                   | LHJMQ        | 39  | 3  | 1  | 4   | 2   | 6  | 0  | 0  | 0  | 2  |
| 2018–2019    | Remparts de Québec                   | LHJMQ        | 64  | 17 | 11 | 28  | 28  | 7  | 2  | 0  | 2  | 4  |
| 2019–2020    | Remparts de Québec                   | LHJMQ        | 56  | 19 | 26 | 45  | 40  | —  | —  | —  | —  | —  |
| 2020–2021    | Remparts de Québec                   | LHJMQ        | 10  | 5  | 4  | 9   | 0   | —  | —  | —  | —  | —  |
|              | Saguenéens de Chicoutimi             | LHJMQ        | 14  | 12 | 7  | 19  | 10  | 9  | 9  | 5  | 14 | 8  |
| 2021–2022    | Cataractes de Shawinigan             | LHJMQ        | 36  | 19 | 25 | 44  | 24  | 16 | 12 | 6  | 18 | 22 |
|              | Lions de Trois-Rivières              | ECHL         | 10  | 1  | 3  | 4   | 2   | —  | —  | —  | —  | —  |
| 2022–2023    | Rocket de Laval                      | AHL          | 44  | 16 | 16 | 32  | 30  | 2  | 0  | 0  | 0  | 6  |
|              | Lions de Trois-Rivières              | ECHL         | 9   | 9  | 5  | 14  | 10  | —  | —  | —  | —  | —  |
| 2023–2024    | Washington Capitals                  | NHL          | 1   | 0  | 0  | 0   | 0   | —  | —  | —  | —  | —  |
|              | Hershey Bears                        | AHL          | 50  | 24 | 10 | 34  | 43  | —  | —  | —  | —  | —  |
| NHL totalt   | NHL totalt                           | NHL totalt   | 1   | 0  | 0  | 0   | 0   | —  | —  | —  | —  | —  |
| AHL totalt   | AHL totalt                           | AHL totalt   | 94  | 40 | 26 | 66  | 73  | 2  | 0  | 0  | 0  | 6  |
| LHJMQ totalt | LHJMQ totalt                         | LHJMQ totalt | 219 | 75 | 74 | 149 | 104 | 38 | 23 | 11 | 34 | 36 |

### Internationellt
| Källa: Uppdaterad: 2024-02-25 | Källa: Uppdaterad: 2024-02-25 | Källa: Uppdaterad: 2024-02-25 |         | Utv = Utvisningsminuter | Utv = Utvisningsminuter | Utv = Utvisningsminuter | Utv = Utvisningsminuter | Utv = Utvisningsminuter |
| År                            | Lag                           | Mästerskap                    | Matcher | Mål                     | Assists                 | Poäng                   | Utv                     |                         |
| ----------------------------- | ----------------------------- | ----------------------------- | ------- | ----------------------- | ----------------------- | ----------------------- | ----------------------- | ----------------------- |
| 2018                          | Frankrike                     | U18-VM                        | 6       | 2                       | 0                       | 2                       | 10                      |                         |
| 2019                          | Frankrike                     | U18-VM D1A                    | 5       | 3                       | 4                       | 7                       | 0                       |                         |
| 2020                          | Frankrike                     | JVM D1B                       | 5       | 5                       | 4                       | 9                       | 8                       |                         |
| Junior totalt                 | Junior totalt                 | Junior totalt                 | 16      | 10                      | 8                       | 18                      | 18                      |                         |